# Vincent Giudicelli
Pour les articles homonymes, voir Giudicelli.

a Compétitions nationales et continentales officielles uniquement.

Dernière mise à jour le 7 août 2023.
Vincent Giudicelli, né le 25 juin 1997 à Montpellier, est un joueur de français de rugby à XV jouant au poste de talonneur à l'aviron bayonnais. 
Son frère Mathieu est également rugbyman.

## Biographie
Natif de Montpellier et d'origine corse, Vincent Giudicelli est formé au Montpellier HR mais fait ses débuts professionnels au LOU. En juin 2017 après un passage d'une saison dans le Rhône, il fait son retour dans son club formateur,.
Durant la saison 2018-2019, alors âgé de 21 ans, il profite de la blessure de Bismarck du Plessis pour gagner du temps de jeu. Il joue au total dix-neuf rencontres dont six en Coupe d'Europe. À la fin de la saison, il prolonge son contrat avec le MHR jusqu'en 2023.
Face à la forte concurrence à son poste à Montpellier, où jouent Brandon Paenga-Amosa et Curtis Langdon, plus le recrutement de Luke Cowan-Dickie, Vincent Giudicelli décide de rejoindre l'Aviron bayonnais à partir de la saison 2023-2024 pour retrouver du temps de jeu, et s'y engage jusqu'en 2026,.

## Palmarès
- Montpellier HR
  - Vainqueur du Championnat de France Crabos en 2015[7]
  - Finaliste du Championnat de France en 2018
  - Vainqueur du Championnat de France en 2022